# Asch-Schaʿbī
Abū ʿAmr ʿĀmir ibn Scharāhīl asch-Schaʿbī (arabisch أبو عمرو عامر بن شراحيل الشعبي, DMG Abū ʿAmr ʿĀmir ibn Šarāḥīl aš-Šaʿbī geb. zw. 637 und 652 in Kufa, gest. zw. 721 und 729 ebenda) war ein Fiqh-Gelehrter, Mufti, Traditionarier, Prinzenerzieher und Dichter südarabischer Abstammung. Obwohl er an zwei Aufständen beteiligt war, betrauten ihn die Kalifen ʿAbdallāh ibn az-Zubair und ʿAbd al-Malik ibn Marwān sowie der umaiyadische Statthalter im Irak al-Haddschādsch ibn Yūsuf mit wichtigen Ämtern. Während der Herrschaft von ʿUmar ibn ʿAbd al-ʿAzīz diente er als Qādī von Kufa. 
Auf religiös-politischer Ebene vertrat asch-Schaʿbī sehr gemäßigte Ansichten, weswegen ihn William Montgomery Watt als Repräsentanten einer "zentralen Partei" innerhalb des islamischen Lagers einordnete. Im Bereich des Fiqh war asch-Schaʿbī ein erbitterter Gegner des Qiyās. Als Traditionarier überlieferte er nicht nur Hadithe, sondern auch viele historische Berichte. Auch ein großer Teil der Berichte über die Umayyadenzeit geht auf ihn zurück.

## Herkunft und Lebensdaten
ʿĀmir asch-Schaʿbī gehörte zu den Banū Hassān ibn ʿAmr, einer Abteilung des Stammes Himyar, die sich auf den jemenitischen Kleinfürst (qail) Hassān ibn ʿAmr Dhū asch-Schaʿbain zurückführte. Die Banū Hassān ibn ʿAmr in Kufa benannten sich nach ihm als asch-Schaʿbīyūn. Die Gruppe der Banū Hassān ibn ʿAmr, der asch-Schaʿbī angehörte, hatte sich jedoch schon im Jemen dem Stamm Hamdān angeschlossen, Die Gruppe innerhalb der Banū Hassān ibn ʿAmr, der asch-Schaʿbī angehörte, wurde bisweilen auch als das "kleine Hamdān-Volk" (šaʿb Hamdān aṣ-ṣuġrā) bezeichnet, im Gegensatz zu den "großen Hamdān", die sich auf Kahlān, den Bruder von Himyar, zurückführten.
Asch-Schaʿbīs Vater kämpfte bei der Schlacht von Dschalūlā' (637) im Irak mit. Seine Mutter war bei dieser Schlacht gefangen genommen und als Beute seinem Vater zugeteilt worden. Über sein Geburtsjahr herrscht große Unsicherheit. Asch-Schaʿbī selbst wird mit der Aussage zitiert, er sei noch im Jahr der Schlacht von Dschalūlā geboren worden. Andere datierten seine Geburt auf das sechste Jahr der Herrschaft von ʿUmar ibn al-Chattāb (also das Jahr 640/41 n. Chr.), auf das Jahr 21 (= 641/42 n. Chr.) oder 28 (= 648/49 n. Chr.) bzw. 31 (= 651/52 n. Chr.). Für ein spätes Geburtsdatum spricht, dass er ʿAlī ibn Abī Tālib gesehen hatte und ihn beschreiben konnte, jedoch keine Überlieferungen bei ihm gehört hatte. Er selbst erinnerte sich, dass ihn ʿAlī einmal aus dem Hof der Moschee vertrieben hatte, als er dort mit anderen Knaben spielte. Asch-Schaʿbī war Zwilling, und mit der Enge im Mutterleib soll er auch seine eigene Schmächtigkeit erklärt haben.
Zu asch-Schaʿbīs Todesdatum gibt es ebenfalls sehr unterschiedliche Angaben, die zwischen den Jahren 103 und 110 der Hidschra (= 721 bis 729 n. Chr.) schwanken. Nach einer relativ präzisen Angabe, die Ibn ʿAsākir überliefert, starb er Anfang des Jahres 106 (= Mai/Juni 724 n. Chr.), in dem Hischām ibn ʿAbd al-Malik zum Kalifen erhoben wurde. Dies passt gut zu einer anderen Überlieferung, wonach er kurz vor al-Hasan al-Basrī starb, dessen Tod auf das Jahr 728 datiert wird. Die einzige Information, die über Umstände seines Ablebens vorliegen, ist, dass sein Tod für seine Umgebung überraschend kam.
Auch über asch-Schaʿbīs Alter bei seinem Tode gibt es unterschiedliche Aussagen. In einem Gedicht, das verschiedene Autoren von ihm zitieren, beschwert er sich über seine eigene körperliche Schwäche und gibt sein Alter mit 77 Jahren und 9 Monaten an. Dies kann als Mindestalter bei seinem Tode betrachtet werden. 

## Politisches Leben

### Lagerwechsel während des Zweiten Bürgerkriegs
Alle Berichte über asch-Schaʿbīs Leben stimmen darin überein, dass er stark in die Politik verwickelt war. Ibn Qutaiba berichtet, dass er während des Zweiten Bürgerkriegs zunächst den von ʿAbdallāh ibn az-Zubair  eingesetzten Statthaltern von Kufa ʿAbdallāh ibn Yazīd al-Chatamī (684–685) und ʿAbdallāh ibn Mutīʿ al-ʿAdawī (685) als Sekretär diente. Allerdings beteiligte sich asch-Schaʿbī auch schon von Anfang an am schiitischen Aufstand von al-Muchtār ibn Abī ʿUbaid. Er und sein Vater gehörten zu den wichtigsten Unterstützern al-Muchtārs und waren unter den ersten, die seinem Aufruf folgten. Zusammen wohnten sie den Sitzungen zur Planung des Aufstands bei. Asch-Schaʿbī stand auch auf al-Muchtārs Lohnrolle (dīwān), beteiligte sich an seinen Ghazw-Aktivitäten und wurde zum regelrechten Schiiten.
Als sich aber al-Muchtārs Bewegung radikalisierte, nahm er an ihrer "Übertreibung" (ifrāṭ) Anstoß, löste sich von ihr und begann, sie zu kritisieren. In diesem Zusammenhang wird von ihm der Ausspruch überliefert: "Wenn die Schiiten Vögel wären, dann wären sie Aasgeier. Wenn sie aber Reittiere wären, wären sie Esel". Zu den Punkten, die asch-Schaʿbī an den Anhängern der Kaisānīya kritisierte, war ihr Hass auf ʿĀ'ischa bint Abī Bakr, die sie als die abscheulichste von Mohammeds Ehefrauen ansahen. Asch-Schaʿbī betrachtete dies als einen Verstoß gegen die Sunna ihres Propheten. Zum Bruch mit al-Muchtār kam es, als dieser einen angeblichen Brief von Muhammad ibn al-Hanafīya präsentierte, der zu Aktionen gegen die Umaiyaden aufforderte, und asch-Schaʿbīs Vater dazu aufforderte, die Echtheit des Schreibens zu bestätigen. Asch-Schaʿbī floh daraufhin über al-Madāʾin nach Medina, wo er häufigen Umgang mit ʿAbdallāh ibn ʿUmar hatte.
Acht oder zehn Monate später, als der Aufstand des Muchtār zusammengebrochen war, kehrte asch-Schaʿbī nach Kufa zurück. Ibn Qutaiba berichtet, dass ʿAbdallāh ibn az-Zubair ihn als seinen Statthalter über Kufa einsetzte.

### Im Dienste al-Haddschādschs
Nachdem al-Haddschādsch ibn Yūsuf 694 als Statthalter des Irak in Kufa eingezogen war, machte er asch-Schaʿbī aufgrund seiner Fähigkeiten zum Vorsteher (ʿarīf) der Schaʿbīyūn und Anführer der Hamdān. Er erhöhte seine Dotation und schickte ihn an der Spitze mehrerer Delegationen zum Kalifen ʿAbd al-Malik ibn Marwān. Auch schickte er ihn als Gesandten zum Rutbīl, dem nichtmuslimischen Herrscher auf dem Gebiet des heutigen Afghanistan. Bei dieser Gelegenheit nahm er Anstoß daran, dass asch-Schaʿbī seinen Bart rot färbte. Asch-Schaʿbī verteidigte sich jedoch damit, dass dies Sunna sei.

### Teilnahme am Aufstand des Ibn al-Aschʿath und Begnadigung
Im Jahre 699 wurde asch-Schaʿbī aber in den Aufstand des Ibn al-Aschʿath hineingezogen. Er zog zusammen mit den Koranlesern (qurrāʾ) gegen al-Haddschādsch aus und wohnte auch der Schlacht von Dair al-Dschamādschim bei. Bei einer Ansprache an die beiden gegenüberstehenden Heere überhäufte er al-Haddschādsch mit Vorwürfen.
Nach dem Zusammenbruch des Aufstands verbarg sich asch-Schaʿbī aus Furcht vor al-Haddschādschs Rache. Als er erfuhr, dass er all denjenigen eine Amnestie gewährt hatte, die sich dem Heer von Qutaiba ibn Muslim in Chorasan anschlossen, reiste er mit einem Esel nach Osten. Zusammen mit Qutaibas Heer zog er bis nach Fergana, wobei er zunächst unerkannt blieb. Nach einer Zeit beschäftigte ihn jedoch Qutaiba als seinen Sekretär und Gesellschafter. Hier zitierte er ohne Unterlagen ein Buch über die Eroberungen. 
Al-Haddschādsch erfuhr jedoch von asch-Schaʿbīs Aufenthalt bei Qutaiba und forderte seine Auslieferung. Daraufhin ließ ihn Qutaiba nach Wāsit bringen. Nachdem asch-Schaʿbī Tauba gezeigt hatte, wurde er von al-Haddschādsch begnadigt. Bei asch-Schaʿbīs Rehabilitierung spielte al-Haddschādschs Milchbruder und Sekretär Yazīd ibn Abī Muslim eine wichtige Rolle, der in freundschaftlichen Beziehungen zu ihm stand. Er und al-Haddschādschs Sohn berieten ihn hinsichtlich der Entschuldigungen, die er vorbringen sollte. Als er aber vor al-Haddschādsch geführt wurde, ertrug er schweigend dessen Vorwürfe wegen schlecht gelohnter Gunstbeweise, und gab dann unumwunden seine Schuld zu. Al-Haddschādsch begnadigte ihn daraufhin.

### Als Prinzenerzieher und Gelehrter am Hofe ʿAbd al-Maliks
Zu einem unbekannten Zeitpunkt forderte ʿAbd al-Malik bei al-Haddschādsch einen umfassend gebildeten Gelehrten zur Erziehung seines Sohnes an, woraufhin ihm dieser asch-Schaʿbī schickte. Er reiste zusammen mit Muhriz, dem Sohn von Abū Huraira, nach Syrien und traf dort ein, als sich ʿAbd al-Malik gerade auf Wallfahrt befand und sein Bruder ʿAbd al-ʿAzīz ibn Marwān ihn vertrat. ʿAbd al-ʿAzīz nahm asch-Schaʿbī bei sich auf und ließ sich von ihm Hadithe vortragen. Außerdem trat asch-Schaʿbī in Anwesenheit von ʿAbd al-ʿAzīz in einen Dichterwettstreit mit ʿAbd al-Maliks christlichem Hofdichter al-Achtal ein.
ʿAbd al-Malik war anfangs mit asch-Schaʿbī nicht sehr zufrieden, doch konnte asch-Schaʿbī ihn durch seine Dichtkunst und umfassende Hadith-Kenntnis gewogen machen. Wie vorgesehen, übergab er ihm auch seine Kinder zur Erziehung. Es wird außerdem berichtet, dass asch-Schaʿbī dem Kalifen beim Essen Hadithe vortrug. ʿAbd al-ʿAzīz, der asch-Schaʿbīs Klugheit und Witz sehr schätzte, forderte ihn später von Ägypten aus bei seinem Bruder an. ʿAbd al-Malik willigte in diese Bitte ein, forderte jedoch, dass asch-Schaʿbī spätestens nach einem Monat aus Ägypten zurückkehren sollte.
Nach einer Anekdote, die in verschiedenen arabischen Werken überliefert ist, schickte ʿAbd al-Malik asch-Schaʿbī außerdem als Botschafter zum Kaiser von Byzanz. In dem Bericht wird erzählt, dass der Kaiser asch-Schaʿbī viele Tage nicht gehen ließ, ihn häufig empfing und ihm am Ende seines Aufenthaltes neben dem offiziellen Brief eine verschossene Notiz (ruqʿa) für den Kalifen mitgab. Asch-Schaʿbī, der den Inhalt der Notiz nicht kannte, übergab sie bei seiner Rückkehr dem Kalifen. Dieser öffnet die Notiz und fasst asch-Schaʿbī ihren Inhalt zusammen: Der Kaiser stellt darin die erstaunte Frage, warum man nicht asch-Schaʿbī anstelle von ʿAbd al-Malik zum Kalifen gemacht habe. Asch-Schaʿbī antwortet in einer Demutsgeste: Der Kaiser sage dies wohl nur deswegen, weil er ʿAbd al-Malik nicht gesehen habe. ʿAbd al-Malik erklärt asch-Schaʿbī zum Schluss die eigentliche Absicht des Kaisers: Dieser beneide den Kalifen um asch-Schaʿbī und habe ihn verleiten wollen, ihn zu töten. Über die Folgen der Gesandtschaft werden keine Angaben gemacht.

### Als Qādī in Kufa
Während des Kalifats von al-Walid I. forderte al-Haddschādsch asch-Schaʿbī auf, das Qādī-Amt von Kufa zu übernehmen. Es ist allerdings nicht bekannt, ob asch-Schaʿbī dieser Forderung nachgekommen ist. Gesichert ist aber, dass ihn ʿAbd al-Hamīd ibn ʿAbd ar-Rahmān, der während des Kalifats von ʿUmar ibn ʿAbd al-ʿAzīz (717–720) Statthalter des Irak war, zum Qādī von Kufa ernannte.
Asch-Schaʿbī erfüllte seine richterliche Funktion in einem Winkel (zāwiya) am Elefantentor (bāb al-fīl) oder in der Moschee. Dabei war in ein rotes, weites Obergewand gekleidet und hatte einen roten Turban auf dem Kopf. Man sah ihn in der Moschee auch die Hadd-Strafen vollziehen. Bei einem Fall, in den die Tochter eines gewissen ʿĪsā ibn al-Dscharrād verwickelt war, sah sich asch-Schaʿbī mit dem Vorwurf der Parteilichkeit konfrontiert. Man sagte man ihm nach, er habe sich durch ihre Schönheit verführen lassen und deswegen ihren Prozessgegner ungerecht behandelt. Der Vorwurf wurde durch ein Gedicht verbreitet, dessen erster und bekanntester Vers lautete: "Asch-Schaʿbī wurde betört, als er seine Augen zu ihr aufrichtete." (futina š-Šaʿbī lammā rafaʿa ṭ-ṭarfa ilai-hā). Asch-Schaʿbī soll schon nach einem Jahr um Entlassung von seinem Amt gebeten haben und daraufhin tatsächlich entlassen worden sein.
ʿUmar ibn Hubaira, der unter Yazid II. von 720 bis 723 als Statthalter des Iraks fungierte, bestellte asch-Schaʿbī erneut zum Qādī und wollte, dass er ihm gleichzeitig zu Hause als Unterhalter diente. Asch-Schaʿbī lehnte diese Doppelfunktion jedoch ab.

### Überlieferte politische Aussagen
Ein Leitspruch, der von asch-Schaʿbī überliefert ist, zeigt seine Haltung gegenüber den vier verschiedenen religiös-politischen Bewegungen seiner Zeit, den Qadariten, Schiiten, Murdschi'a und Charidschiten. Er lautet: "Wisse, dass die gute Tat von Gott kommt und die schlechte von dir, aber sei kein Qadarit. Liebe die Familie des Propheten Gottes, aber sei kein Schiit. Enthalte Dich bei den zweifelhaften Dingen des Urteils, aber sei kein 'Aufschieber' (= Murdschi'it).  Handle nach dem Koran, aber sei kein Hārūrit (= Charidschit)." Asch-Schaʿbī meinte also, dass die Prinzipien, die die verschiedenen Bewegungen seiner Zeit verfolgten, grundsätzlich richtig waren, jedoch ihr Sektierertum keine Nachahmung verdiente. Aufgrund dieser Haltung hat William Montgomery Watt asch-Schaʿbī als Repräsentanten einer "gemäßigten" bzw. "zentralen Partei" in der frühislamischen Geschichte beschrieben.
Bei einer anderen Gelegenheit soll asch-Schaʿbī in Gegenwart des Schiiten al-Mughīra ibn Saʿīd gesagt haben, die Menschen hätten sich in vier Gruppen aufgespalten: 1. diejenige, die ʿAlī liebt und ʿUthmān hasst, 2. diejenige, die ʿUthmān liebt und ʿAlī hasst, 3. diejenige, die beide liebt und 4. diejenige, die beide hasst. Als er gefragt wurde, zu welcher Gruppe er gehörte, schlug er al-Mughīra auf den Oberschenkel und sagte, dass er ein Gegner von ihm sei. Dann ergänzte er: "Ich gehöre zu denjenigen, die beide lieben und für beide um Vergebung bitten." Asch-Schaʿbīs Schüler ʿAlī al-Ghudānī zitierte ihn mit der Aussage, er habe 500 Prophetengefährten getroffen, die "Abū Bakr, ʿUmar, ʿUthmān und ʿAlī" sagten. Damit war sicherlich nicht die zeitliche Reihenfolge, sondern die Rangfolge der vier Personen im Fadl gemeint. Die Liebe zu Abū Bakr und ʿUmar ibn al-Chattāb und die Kenntnis ihres Vorrangs hielt asch-Schaʿbī für einen Teil der Sunna.
Daneben gibt es aber auch eine überlieferte Aussage von asch-Schaʿbī, in der er die Kraft der Volksmassen lobt: "Wie vortrefflich ist die Sache der Volksmassen (al-ġauġāʾ). Sie stoppen die Flut, löschen den Brandherd und lehnen sich gegen die Machthaber des Bösen (wulāt as-sūʾ) auf." Sie stammt vielleicht aus der Zeit, in der sich dem Aufstand des Ibn al-Aschʿath angeschlossen hatte. Die Überlegenheit der Syrer über die Iraker im Kampf erklärte asch-Schaʿbī damit, dass die Iraker sich in Sekten aufgespalten hatten, während die Syrer eine Gemeinschaft (ǧamāʿa) geblieben waren.

## Seine Aktivität als Mufti und Rechtsgelehrter
Der basrische Gelehrte Muhammad Ibn Sīrīn (gest. 729) wird mit der Aussage zitiert, dass asch-Shaʿbī schon in der Zeit, als Ziyād ibn Abī Sufyān Statthalter von Kufa war, also in den Jahren 670 bis 673, Fatwa-Auskünfte erteilte. Dies war eine Zeit, in der noch viele Prophetengefährten am Leben waren. Ibn Sīrīn sah selbst, wie asch-Schaʿbī in Kufa um Rechtsauskünfte gebeten wurde und von einem "großen Kreis" (ḥalqa ʿaẓīma) von Menschen umgeben war. Asch-Schaʿbī hielt seine Fatwa-Sitzung üblicherweise zwischen dem Nachmittags- und Abendgebet ab. Diese Sitzungen machten ihm nach eigener Aussage so viel Freude, dass er dafür gerne bereit war, auf eine Süßspeise zu verzichten. Er hatte für seine Sitzungen keinen festen Platz, sondern setzte sich dort hin, wo er gerade Leute sah.
Makhūl ibn Abī Muslim soll asch-Schaʿbīs Fiqh-Kompetenz und seine Kenntnis der "etablierten Sunna" (as-sunna al-māḍiya) besonders gelobt haben. Darüber hinaus war asch-Schaʿbī in der Arithmetik (al-ḥisāb) bewandert, so dass er Probleme des Erbteilberechnung (farāʾiḍ) gut lösen konnte. Zur Erbteilberechnung soll er auch ein eigenes Buch mit dem Titel al-Farāʾiḍ wa-l-ǧirāḥāt hinterlassen haben. Über asch-Schaʿbīs Ausbildung ist nur wenig bekannt. Er selbst wird mit der Aussage zitiert, dass er seine Ausbildung bei den Schülern von ʿAbdallāh ibn Masʿūd erhalten hatte, die in seiner Jugendzeit als "Leuchten der Moschee" (qanādīl al-masǧid) galten. Sein Lehrer in der Arithmetik war ein gewisser al-Hārith al-Aʿwar, der zu den Gefährten ʿAlīs gehörte.
Wie ʿAbdallāh ibn ʿUmar war asch-Schaʿbī dafür bekannt, dass er es offen eingestand, wenn er etwas nicht wusste. In diesem Zusammenhang wird von ihm der Ausspruch überliefert: "Zu sagen: 'Ich weiß nicht', ist die Hälfte des Wissens" (lā adrī niṣf al-ʿilm). Gegenüber Personen, die sein häufiges Eingeständnis von Unwissen kritisierten, berief er sich darauf, dass in Sure 2:32 berichtet wird, dass auch die Engel sich nicht schämten, ihr Unwissen einzugestehen. Asch-Schaʿbī war auch dafür bekannt, dass er bei seiner Tätigkeit als Rechtsgelehrter gerne scherzte.

### Stellung unter den Gelehrten
Die große Rolle, die asch-Schaʿbī als Mufti für Kufa hatte, kommt in einer Aussage zum Ausdruck, die von dem syrischen Gelehrten az-Zuhrī überliefert wird. Demnach gab zu seiner Zeit insgesamt vier große Gelehrte: Saʿīd ibn al-Musaiyab in Medina, ʿĀmir asch-Schaʿbī in Kufa, al-Hasan al-Basrī in Basra und Makhūl ibn Abī Muslim in Syrien. Manche hielten asch-Schaʿbī sogar insgesamt in der Zeit zwischen ʿAbdallāh ibn ʿAbbās und Sufyān ath-Thaurī für den führenden Gelehrten der Muslime. Allerdings konkurrierte asch-Schaʿbī in späterer Zeit mit anderen Rechtsgelehrten von den Mawālī, die ebenfalls in der Moschee von Kufa aktiv waren. In einem Bericht wird mitgeteilt, dass asch-Schaʿbī die Moschee resigniert wieder verließ, als er dort Hammād ibn Abī Sulaimān, den Lehrer von Abū Hanīfa, bzw. al-Hakam ibn ʿUtba (gest. 733) lehren sah.
Besonders stark rivalisierte asch-Schaʿbī mit Ibrāhīm an-Nachaʿī (gest. 717). Er machte ihm den Platz in der Moschee streitig und äußerte sich öfters abfällig über ihn. So warf er ihm vor, am Abend zu ihm zu kommen und ihn zu befragen, um am Tag dann selbst als Mufti aufzutreten. Wenn beide zusammenkamen, schwieg Ibrāhīm an-Nachaʿī. Al-Aʿmasch berichtet, dass asch-Schaʿbī die Mawālī verachtete und ihn selbst einmal wegen seiner Herkunft als Sklaven (ʿabd) anredete. Während Ibrāhīm an-Nachaʿī ihn respektierte, machte sich asch-Schaʿbī über sein Aussehen lustig.

### Beurteilung von Qiyās und Ra'y
Im Gegensatz zu seinem Kollegen Ibrāhīm an-Nachaʿī, der sich vor allem auf Qiyās stützte, soll sich asch-Schaʿbī vornehmlich auf Traditionen (āṯār) gestützt haben. Er versuchte auch andere Gelehrte davon zu überzeugen, dass der Qiyās als Argument nicht taugt. So wird von ihm der Ausspruch überliefert: "Hütet Euch vor dem Qiyās. Denn wenn ihr ihn anwendet, macht ihr das Erlaubte verboten und das Verbotene erlaubt."
Hinsichtlich der Beurteilung des Ra'y werden von asch-Schaʿbī sehr unterschiedliche Aussagen überliefert. So soll er gesagt haben, dass es drei Arten von Männern gebe: ganze Männer, halbe Männer, und solche, die gar keine Männer seien. Die ganzen Männer seien diejenigen, die ein Urteil (raʾy) hätten und außerdem um Rat fragten, und halbe Männer diejenigen, die kein Urteil hätten, aber um Rat fragten. Wer aber kein Urteil habe und auch nicht um Rat frage, sei gar kein Mann. Als er einmal aufgefordert wurde, in seinem Richteramt nach dem zu entscheiden, was Gott ihm zeige, soll er geantwortet habe, dass er nicht nach dem "Urteil seines Herrn" (raʾy rabbī) Entscheidungen fälle, sondern nach seinem eigenen Urteil. Andererseits werden von ihm auch mehrere negative Aussagen zum Ra'y überliefert. So soll er zum Beispiel, als er einmal gebeten wurde, seine Meinung zu einer Sache zu äußern, gesagt haben: "Was willst Du mit meinem Ra'y machen? Piss auf meinen Ra'y!" (wa-mā taṣnaʿ bi-raʾyī bul ʿalā raʾyī). Ähnlich abschätzig gegenüber dem Ra'y ist ein Ausspruch, den sein Schüler Mālik ibn Mighwal von ihm überlieferte: "Was dir diese über den Propheten berichten, nimm auf. Was sie aber auf Grund ihres Ra'y lehren, schmeiß in den Abtritt." In einer anderen Überlieferung wird berichtet, dass es die Präsenz von Ra'y-Anhängern (raʾyīyūn, aṣḥāb ar-raʾy) war, die ihm den Aufenthalt in der Moschee von Kufa verleidete.
Joseph Schacht vermutete, dass das Bild von asch-Schaʿbī als dem "schärfsten Kritiker von Ra'y und Qiyās unter den Irakern" erst von späteren Traditionisten erfunden wurde, während die Aussprüche zugunsten des Ra'y von späteren Irakern in die Welt gesetzt wurden. Tatsache ist, dass in den Traditionssammlungen, insbesondere in den Musannaf-Werken von ʿAbd ar-Razzāq as-Sanʿānī (gest. 827) und Ibn Abī Schaiba (gest. 849), hunderte von Lehraussagen (aqwāl) asch-Schaʿbīs erhalten sind, die nicht auf Hadithen fußen.

## Seine Rolle als Traditionarier und Dichter
Asch-Schaʿbī überlieferte unter anderem von Abū Huraira, ʿAbdallāh ibn ʿAbbās, ʿAbdallāh ibn ʿUmar, ʿAdī ibn Hātim (gest. 687), Anas ibn Mālik, al-Aschʿath ibn Qais, Abū Mūsā al-Aschʿarī und al-Hasan ibn ʿAlī. ʿAlī ibn Abī Tālib hatte er gesehen und konnte ihn beschrieben, hatte jedoch nichts bei ihm gehört. Insgesamt soll er von 48 Prophetengefährten überliefert haben. Zu denjenigen, die ihrerseits von asch-Schaʿbī überlieferten, gehörten Qatāda ibn Diʿāma, ʿAbdallāh ibn ʿAun, Makhūl ibn Abī Muslim, Abū Hanīfa. und al-Aʿmasch.
Von der Menge der Überlieferungen her soll asch-Schaʿbī auf einer Stufe mit ʿUrwa ibn az-Zubair gestanden haben. Er überlieferte allerdings vor allem Maghāzī-Berichte. ʿAbdallāh ibn ʿUmar soll seine Kenntnis in diesem Bereich auch besonders gelobt haben. Er erscheint in den Isnāden zahlreicher historischer Berichte (aḫbār) von Saif ibn ʿUmar und anderen Geschichtsschreibern über die Eroberung des Iraks. Viele dieser Berichte gehören dem Awā'il-Genre an. Bei Überlieferungen, die asch-Schaʿbī auf Mohammed zurückführte, nannte er sehr häufig den langlebigen Stammesführer ʿAdī ibn Hātim (gest. 687) als seinen direkten Gewährsmann. G.H.A. Juynboll vermutet allerdings, dass diese Berichte nicht wirklich auf den Propheten zurückgehen und asch-Schaʿbī sie erst nachträglich auf einen Isnād gestützt hat, der über ʿAdī auf den Propheten zurückführt.
Asch-Schaʿbī selbst war sehr stolz auf sein Gedächtnis. Er soll sich gerühmt haben, einen Monat lang jeden Tag Dichtung rezitieren zu können, ohne sich zu wiederholen. Auch behauptete er, nie etwas "Schwarz auf Weiß" festgehalten zu haben.  Seinen Zeitgenossen empfahl er, sich von schriftlichen Aufzeichnungen der Überlieferungen früherer Überlieferer zu lösen. Einige meinten sogar, dass er illiterat (ummī) gewesen sei. Dies steht jedoch im Widerspruch zu den Überlieferungen, wonach er Sekretär verschiedener Statthalter war. Gegen die schriftliche Fixierung seiner eigenen Überlieferungen hatte er auch nichts einzuwenden. Die Tradentenkritik ordnete ihn später als "vertrauenswürdig" (ṯiqa) ein. ʿAbdallāh ibn ʿAun sagte ihm allerdings nach, dass er Hadithe nur sinngemäß überlieferte.
Asch-Schaʿbī war auch ein begabter Dichter. Er war dafür bekannt, ungewöhnliche Reime (awābid) und raffinierte Poesie zu dichten und Dichtung auch in der Moschee vorzutragen. Als asch-Schaʿbī bei ʿAbd al-ʿAzīz ibn Marwān in Syrien weilte, trat er in Anwesenheit des Herrschers in einen Dichterwettstreit mit ʿAbd al-Maliks christlichem Hofdichter al-Achtal ein. Al-Achtal soll bei dieser Gelegenheit seine Vielseitigkeit gelobt haben: Während er selber nur aus einem Gefäß schöpfe, schöpfe asch-Schaʿbī aus zahlreichen Gefäßen.